# دارکوب یقه‌زرین
دارکوب یقه‌زرین (نام علمی: Veniliornis cassini) گونه‌ای از پرندگان در زیرتیرهٔ Picinae از خانواده دارکوبان Picidae است که در برزیل، گویان و ونزوئلا یافت می‌شود.